# Отаку
Отаку (おたく/オタク) је јапански израз који се односи на људе који се опсесивно интересују за аниме и манге. Његова савремена употреба потиче од есеја Акија Накаморија, Манга Бурико из 1983. године. Отаку се може користити као пејоратив, али термин данас више нема негативно значење због популарности анимеа и манги.
Отаку супкултура је базирана око бројних анимеа и манги, документараца и академског истраживања. Почела је током 1980-их у време Аниме експлозије. Током година су се појавиле различите класификације отакуа. Номура истраживачки центар је 2005. године поделила отакуе у 12 група и студирала тржиште за ове групе. 

## Етимологија
Отаку је настао од јапанског термина за кућу или породицу другог човека. Још једна хипотеза је да термин потиче од научнофантастичних дела Мотоко Араи, која је користила термин у својим романима. Међутим, могуће је и да термин долази од есеја Патрика Галретха из 1981. године.
Упркос чињеници да се у Јапану реч "отаку" првобитно односи на особу која има претерано интересовање за било шта посебно, на Западу је њено првобитно значење искривљено и дошло је до тога да се користи искључиво за упућивање на некога ко је наклоњен анимеу и манги.

## Употреба
У модерном јапанском сленгу, отаку се користи као израз за штребера, али има дерогантније значење у Јапану него на западу. Међутим, користи се и као израз за било ког љубитеља неке теме, неког хобија или био које забаве. На западу термин има другачије значење. Он означава љубитеље манги и анимеа. Понекад се користи и за љубитеље јапанских видео игрца или јапанске културе.